# Hendrik Jan Kooijman
Hendrik Jan Kooijman (* 17. Januar 1960 in Velsen) ist ein ehemaliger niederländischer Hockeyspieler, der bei den Olympischen Spielen 1988 die Bronzemedaille gewann. Er war Weltmeister 1990 sowie Europameister 1987.

## Sportliche Karriere
Der 1,81 m große Verteidiger Hendrik Jan Kooijman bestritt von 1982 bis 1992 insgesamt 154 Länderspiele für die niederländische Nationalmannschaft, in denen er sechs Tore erzielte.
Kooijmans erstes großes Turnier mit der Nationalmannschaft war die Weltmeisterschaft 1986 in London. Die Niederländer erreichten in der Vorrunde den dritten Platz in ihrer Gruppe und belegten am Schluss den siebten Platz. Bei der Europameisterschaft 1987 in Moskau erreichten die Niederländer in der Vorrunde den zweiten Platz hinter der englischen Mannschaft. Im Finale trafen die beiden Mannschaften erneut aufeinander und die Niederländer gewannen nach Siebenmeterschießen. Kooijman war in allen sieben Spielen dabei. Bei den Olympischen Spielen 1988 in Seoul belegten die Niederländer in der Vorrunde den zweiten Platz hinter den Australiern. Im Halbfinale unterlagen die Niederländer der deutschen Mannschaft mit 1:2. Da auch die Australier ihr Halbfinale gegen die Briten verloren, trafen die Australier und die Niederländer im Spiel um den dritten Platz erneut aufeinander. Die Niederländer gewannen mit 2:1. Kooijman war in allen Spielen dabei und erzielte im Vorrundenspiel gegen die Spanier sein einziges Tor bei Olympischen Spielen.
Bei der Weltmeisterschaft 1990 in Lahore waren die Niederländer in der Vorrunde Zweite hinter den Australiern. Nach dem 3:2-Halbfinalsieg über die deutsche Mannschaft gewannen die Niederländer im Finale mit 3:1 gegen die Mannschaft des Gastgeberlandes Pakistan. 1992 trafen sich die Mannschaften Pakistans und der Niederlande bei den Olympischen Spielen in Barcelona sowohl in der Vorrunde als auch im Spiel um den dritten Platz und beide Male siegten die Pakistaner. Kooijman kam nur in drei Spielen zum Einsatz und fehlte in beiden Partien gegen Pakistan.
Auf Vereinsebene spielte Kooijman für den HC Bloemendaal, mit dem er in den 1980er Jahren mehrere Meistertitel gewann. 1987 gewann Bloemendaal auch den Club Champions Cup.